# Sören Dreßler
Sören Dreßler (* 26. Dezember 1975 in Schleiz) ist ein ehemaliger deutscher Fußballspieler und heutiger -trainer.

## Laufbahn
Dreßlers Karriere im Vereinsfußball begann bei der BSG Fortschritt Gefell. Weitere Vereine in seiner Jugendzeit waren der FSV Schleiz, Saaletal/Hirschberg und der FC Carl Zeiss Jena. In Jena spielte er u. a. mit bekannten Spielern wie Bernd Schneider und Jörg Böhme. Nach dem FC Bayern Hof (1992 bis 2000) und dem SSV Reutlingen 05, für den er von 2000 bis 2002 insgesamt 16 Zweitliga-Spiele absolvierte, spielte er ab 2002 für den FC Augsburg in der Regionalliga Süd.
2006 gelang ihm mit dem FCA der Aufstieg in die 2. Bundesliga. Zeitweise war Dreßler Kapitän der Augsburger Mannschaft, verlor aber zuletzt seinen Stammplatz. Daraufhin wechselte Dreßler im Sommer 2008 zum FC Ingolstadt, nachdem ein Wechsel in der vorherigen Winterpause gescheitert war. Er erhielt einen Zwei-Jahres-Vertrag. In der Saison 2008/09, die mit dem Abstieg in die 3. Liga endete, spielte Sören Dreßler zehnmal für den FCI. Zur Saison 2009/10 wurde er in die zweite Mannschaft (Oberliga Bayern) versetzt und kam dort bis Oktober 2009 noch fünfmal zum Einsatz. In der Folgezeit beendete er seine Karriere.
2011 übernahm er das Traineramt beim SSV Anhausen (Landkreis Augsburg). 2013 wurde er neuer Trainer beim Kissinger SC in Augsburg. Dieser Verein wird u. a. vom FC-Augsburg-Profi Sascha Mölders geleitet. In den Saisonen 2015/16 bis 2018/19 war Dreßler Trainer der 1. Mannschaft des TSV 1847 Schwaben Augsburg.